# Хипокалцемија
Хипокалцијемије је поремећај електролита који карактерише снижење концентрације калцијума у крви. Нормалне вредности концентрације калцијума у плазми за одрасле су између 02:14 и 2:53 mmol/L.
Хипокалцијемије може настати као последица различитих стања као што су нпр недостатак паратироидног хормона (нпр. хипопаратироидизам), недостатка витамина Д (нпр. рахитис ), изразито повишене или снижене концентрације магнезијума у крви, може бити узрокована лековима или недовољним уносом калцијума исхраном. Хипокалцемија може бити и последица многих тешких болести и стања различитих органских система.
Због хипокалцијемије могу се јавити симптом и као што су нпр парестезије, може доћи до тетанија (нпр. новорођеначка тетанија), а могу се јавити за живот опасна стања као што је ларингоспазма или срчане аритмије.